# Bogdan Stelea
Bogdan Gheorghe Stelea (født 5. december 1967 i Bukarest, Rumænien) er en tidligere rumænsk fodboldspiller, der spillede som målmand hos en lang række europæiske klubber, samt for Rumæniens landshold. Af klubber spillede han for alle de tre store rumænske hovedstadsklubber, Dinamo Bukarest, Steaua Bukarest og Rapid Bukarest, og var desuden udlandsprofessionel hos blandt andet spanske RCD Mallorca og UD Salamanca samt Standard Liège i Belgien.

## Landshold
Stelea spillede over en periode på hele 18 år, mellem 1988 og 2005, at spille 91 kampe for Rumæniens landshold. Han deltog blandt andet ved VM i 1990, VM i 1994, samt VM i 1998, og deltog også ved både EM i 1996 og EM i 2000.